# John H. Thompson
John H. Thompson war ein US-amerikanischer Politiker. Zwischen 1822 und 1828 war er Vizegouverneur des Bundesstaates Indiana.
Über John Thompson gibt es kaum verwertbare Quellen. Seine Lebensdaten sind nicht überliefert. Er war Mitglied der Demokratisch-Republikanischen Partei. Im Jahr 1822 wurde er an der Seite von William Hendricks zum Vizegouverneur von Indiana gewählt. Diesen Posten bekleidete er zwischen dem 30. Januar 1824 und dem 3. Dezember 1828. Dabei war er Stellvertreter des Gouverneurs und Vorsitzender des Staatssenats. Zwischen 1845 und 1849 übte er das Amt des Secretary of State von Indiana aus. Danach verliert sich seine Spur.